# Березівка (селище)
Березі́вка — селище Харківського району Харківської області. У складі Пісочинської селищної громади.

## Географічне розташування
Селище міського типу Березівка розташоване за 15 км від Харкова. Найближча залізнична станція Південний (3 км). На південь від селища знаходиться траса М18 (E105) Харків — Сімферополь, на північ траса М03 (E40, E50) Харків — Київ. Примикає до міста Південне. У селищі кілька ставків, розташованих у руслі колишньої річки Березівка.
Через Березівку проходять автобусні маршрути Харків — Буди, Харків — Південне, Березівка - Мерефа. Відстань до залізничних платформ Південний і Зелений Гай — 3 км, до платформи Комарівка — 5 км.

## Назва
Назва походить від річки Березівка (нині обміліла. На її місці розташований каскад ставків).

## Історичні відомості
Село Березове вперше згадується у 1688 році, і було засноване харківським полковником Федором Донець-Захаржевським на березі річки, яка називалися «Березовий Колодязь». Звідси і пішла назва села. А заселялося воно біженцями з Правобережної України.
У 1779 році за проханням місцевих жителів до села прибув мандрівник — дяк Кузьма Парадин, який і взявся вчити дітей уму-розуму. В 1871 році було відкрито народну школу — одну з перших у повіті, а з 1907-го розпочалися заняття у школі.
Ще одна з помітних віх в історії сьогоднішньої Березівки: у 1862 році (тобто після скасування кріпацтва) село стало волосним центром. До його складу входили села Гійовка, Коротич, Буди, Березове. Ця волость проіснувала 10 років.
За даними на 1864 рік у власницькому селі Харківського повіту мешкало 1212 осіб (600 чоловічої статі та 612 — жіночої), налічувалось 225 дворових господарств, існували православна церква та винокурний завод.
Станом на 1914 рік село відносилось до Будянської волості, кількість мешканців зросла до 1730 осіб.
В 1969 році селу присвоєно статус селище міського типу.

## Об'єкти соціальної сфери
- Школа.
- Дитячий садочок.
- Фельдшерсько-акушерський пункт.

## Спорт
У вищій лізі Чемпіонату Харківського району з футболу успішно виступає команда «Автомобіліст», а в чемпіонаті району серед ветеранів Харківського району ФК «Березівка». Облаштований футбольний стадіон та завершується будівництво хокейного майданчика.

## Постаті
- Сіксой Руслан Олександрович — старший сержант Збройних сил України, учасник російсько-української війни.